# 告羅士打公爵夫人愛麗絲王妃

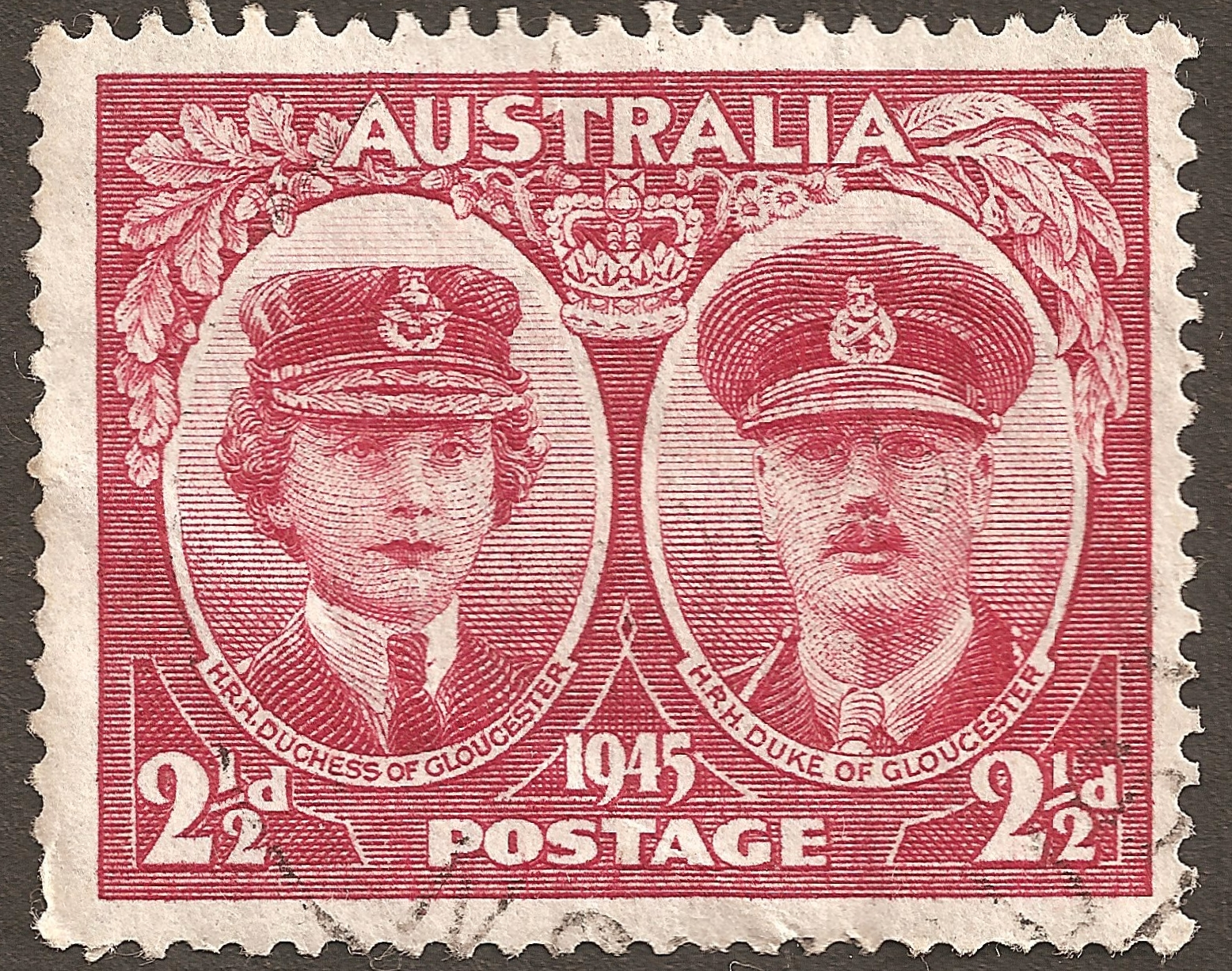
愛麗斯王妃 (告羅士打公爵夫人)

告羅士打公爵夫人愛麗斯王妃（英語：Princess Alice, Duchess of Gloucester，1901年12月25日—2004年10月29日），全名爱丽斯·克丽斯特贝尔·蒙塔古-道格拉斯-斯科特女爵（Lady Alice Christabel Montagu-Douglas-Scott），英国国王乔治五世的第三子、乔治六世的弟弟格洛斯特公爵亨利王子的王妃，女王伊丽莎白二世的婶母，現國王查爾斯三世的嬸婆。

## 家庭
1935年，艾丽斯嫁给了格洛斯特公爵亨利王子，共育有两子。
- 長子：威廉王子(1941年12月18日-1972年8月28日)参加飞行比赛而死于空难，未婚，终年30岁。
- 次子：理查王子，第二代格罗切斯特公爵 (1944年8月26日-)1972年娶丹麦平民Birgitte Eva van Deurs (1946年6月20日-)。
  - 孫：亞歷山大·溫莎
    - 曾孫：閃·溫莎，卡洛登勳爵
    - 曾孫女：科西瑪·溫莎